# Мехмет Али Йълмаз
Мехмет Али Йълмаз (на турски: Mehmet Ali Yılmaz) e турски политик, бизнесмен и бивш президент на ФК „Трабзонспор“.

## Биография
Мехмет Али Йълмаз е роден на 21 октомври 1948 г. в Трабзон. Председател е на борда на директорите и президент на ФК „Трабзонспор“ няколко пъти: от 1982 до 1988, от 1989 до 1992 и от 1997 до 2000 г.
От 1991 до 1994 г. е министър в 49-ото и 50-ото народно събрание на Турция, отговарящ за спорта. По време на политическата си кариера той извоюва независимостта на Турската футболна федерация и организира системата на играта както е до ден-днешен.
Занимава се с банкиране и туризъм; има и инвестиции в медийната сфера (притежава интернет канала TVem, бившата регионална телевизия Zigana TV, както и медийни организации като Zigana FM, Karadeniz, Türk Sesi).
Йълмаз е женен и има пет деца.
Йълмаз е намерен мъртъв в дома си в Бешикташ, Истанбул на 24 април 2024 г., на 75-годишна възраст. 